# Файтон
Файтон е превозно средство, по същество спортна карета, появила се в началото на XIX век, теглен от един или два коня. Типични за файтона са 4 големи колела и сравнително малко тяло, което го прави бърз, но нестабилен и опасен. Файтоните са служели за пренасяне на пътници и багаж, но някои от тях са специализирани само за пренасяне на пощата.

## Произход на името
Думата файтон най-вероятно произхожда от името на сина на бога на слънцето Хелиос от гръцката митология – Фаетон и неговото завършило трагично каране на колесницата на баща му. Той подкарал колесницата, но се уплашил от бързината, загубил контрол над белите коне, които били впрегнати в нея и колесницата се изгубила в пламъци.
Днес файтоните са използвани най-вече за атракция и развлечение. В знак на екстравагантност понякога абитуриентите ги ползват за да отидат с тях на абитуриентския бал или младоженците на сватбата си.

## Галерия
- Сватбен Файтон
- Файтон
- Луксозен файтон в Полша